# Crucecita
Crucecita é uma localidade do Partido de Avellaneda na Província de Buenos Aires, na Argentina. Sua população estimada em 2001 era de 21.836 habitantes.